# تاریخ و عقاید اسماعیلیه
تاریخ و عقاید اسماعیلیه(به انگلیسی: The Isma'ilis: Their History and Doctrines) کتابی است که فرهاد دفتری عضو هیئت علمی انستیتوت مطالعه اسماعیلی در سال ۱۹۹۲ توسط انتشارات دانشگاهی کمبریج منتشر کرد. این کتاب به زبان فارسی ترجمه شده و یک پژوهشی جامع است در مورد چگونگی روند و سیر تکامل مذهب اسماعیلی از عصر فاطمیان تا آقاخان‌ها. در این کتاب عقاید و باروهای اسماعیلیان به اساس متون کهن و تاریخی بازنویسی گردیده‌است.